# Rosa 'Pat Austin'
'Pat Austin' ('AUSmum' es el nombre del obtentor registrado), es un cultivar de rosa que fue conseguido en Reino Unido en 1995 por el rosalista británico David Austin.

## Descripción
'Pat Austin' es una rosa moderna cultivar del grupo « English Rose Collection ».
El cultivar procede del cruce de 'Graham Thomas' ® x 'Abraham Darby' ®.
Las formas arbustivas del cultivar tienen porte erguido que alcanza más de 105 a 150 cm de alto con 105 cm de ancho. Buena estructura de ramas. Las hojas son de color verde oscuro mate, de tamaño grande con cinco folíolos, follaje coriáceo.
Capullo largo y puntiagudo, brotes ovoides. Sus delicadas flores de color naranja o naranja-rojo. Fragancia moderada, la fragancia del híbrido de té. Flor hasta 50 pétalos. El diámetro medio de 3,5". Rosa mediana a grande, muy completa (41 + pétalos), rosa sobre todo en solitario, en pequeños grupos, en forma de copa.
Florece de una forma prolífica, floración en oleadas a lo largo de la temporada.

## Origen
El cultivar fue desarrollado en Reino Unido por el prolífico rosalista británico David Austin en 1995. 'Pat Austin' es una rosa híbrida con ascendentes parentales de cruce de 'Graham Thomas' ® x 'Abraham Darby' ®.
El obtentor fue registrado bajo el nombre cultivar de 'AUSmum' por David Austin en 1995 y se le dio el nombre comercial de exhibición 'Pat Austin'™.
También se le reconoce por el sinónimo de 'AUSmum'.
- La rosa fue conseguida antes de 1993 e introducida en el Reino Unido por David Austin Roses Limited (UK) en 1995 como 'Pat Austin'.[1]
- La rosa 'Pat Austin' fue introducida en la Unión Europea con la patente "European Union - Patent No: 1543  on  16 Dec 1996/Application No: 19950467  on  24 Jul 1995/Holder: David Austin Roses Ltd. Denomination approved: AUSMUM./First commercialistaion in EU: May 1, 1995./Expiry of protection on 31/01/2021.".[1]
- La rosa 'Pat Austin' fue introducida en Estados Unidos con la patente "United States - Patent No: PP 9,527  on  30 Apr 1996/Application No: 08/457,999  on  1 Jun 1995".[1]
- La rosa 'Pat Austin' fue introducida en Australia con la patente "Australia - Application No: 1999/114  on  1999".[1]

## Cultivo
Aunque las plantas están generalmente libres de enfermedades, es posible que sufran de punto negro en climas más húmedos o en situaciones donde la circulación de aire es limitada. Se desarrollan mejor a pleno sol. En América del Norte son capaces de ser cultivadas en USDA Hardiness Zones 6b a 9b. La resistencia y la popularidad de la variedad han visto generalizado su uso en cultivos en todo el mundo.
Puede ser utilizado como planta de jardín cultivada en el suelo o en un recipiente contenedor como planta de patio. Vigorosa. En la poda de Primavera es conveniente retirar las cañas viejas y madera muerta o enferma y recortar cañas que se cruzan. En climas más cálidos, recortar las cañas que quedan en alrededor de un tercio. En las zonas más frías, probablemente hay que podar un poco más que eso. Requiere protección contra la congelación de las heladas invernales.

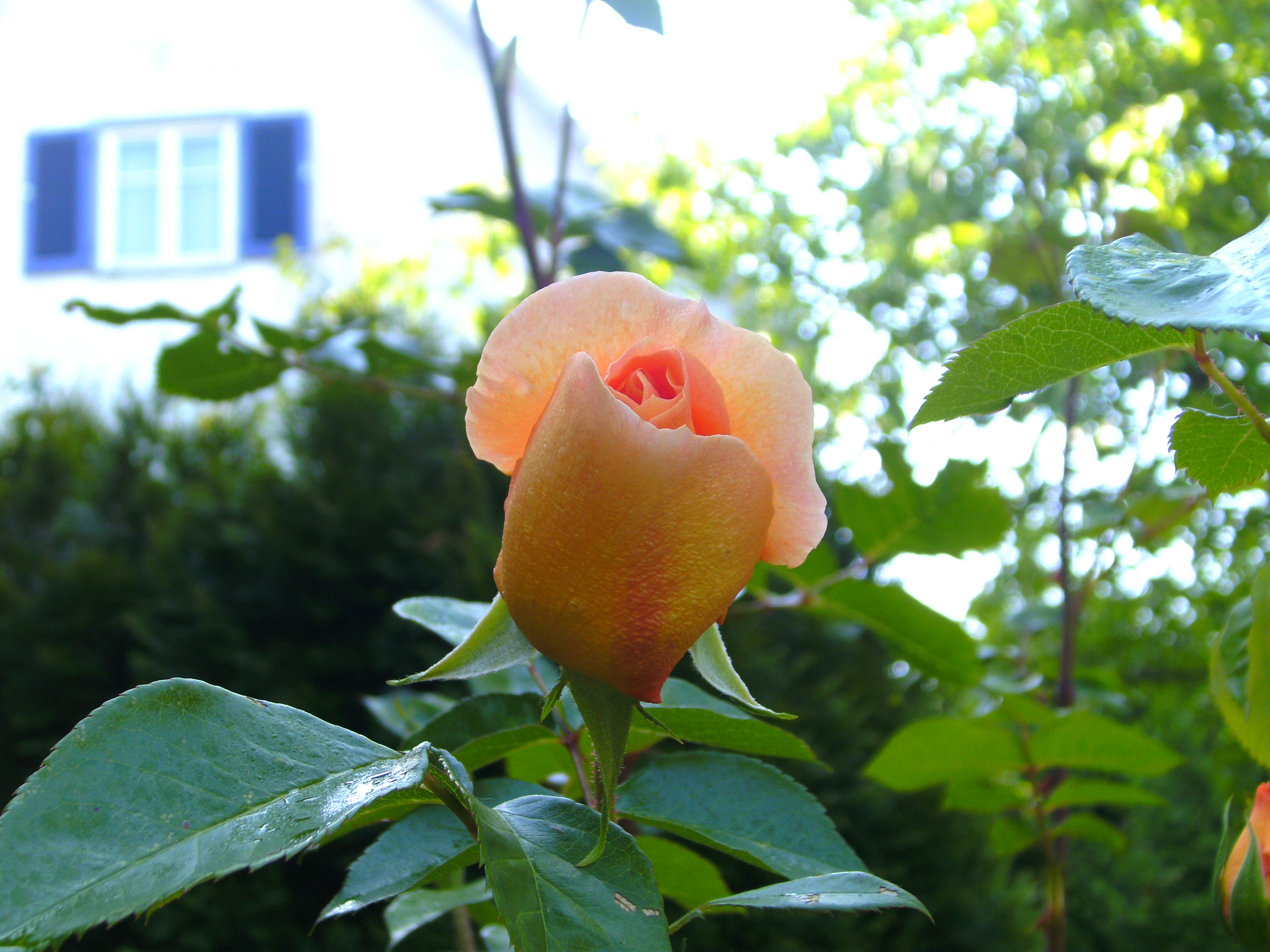
Capullo de la Rosa 'Pat Austin'